# Anton Lossenko
Anton Pavlovitch Lossenko ou Lossenkov (Анто́н Па́влович Лосе́нко, Лосе́нков), né le 30 juillet/10 août 1737 à Gloukhov, dans le gouvernement de Tchernigov, et mort le 23 novembre/4 décembre 1773 à Saint-Pétersbourg, est un peintre russe, sujet de l'Empire russe, représentant majeur du néoclassicisme russe de la seconde moitié du XVIIIe siècle et fondateur de la peinture d'histoire en Russie. Il est nommé directeur de l'Académie impériale des arts de Saint-Pétersbourg en 1772.

## Biographie
Il naît dans la famille d'un marchand russe du nom de Pavel Iakovlevitch Lossev qui voyage souvent pour affaires en Petite Russie et en Pologne, puis s'installe à Gloukhov. Anton Lossenko perd sa mère à l'âge de quatre ans et son père à l'âge de sept ans. Il est envoyé à Saint-Pétersbourg pour être éduqué et pour chanter au sein du chœur de la Cour.
Après que sa voix a mué, il étudie à partir de 1753 la peinture pendant cinq ans et cinq mois auprès d'Ivan Argounov et est envoyé à l'Académie des arts de Saint-Pétersbourg, nouvellement formée. Il étudie auprès du portraitiste Pietro Rotari. Après six mois à l'académie, il est envoyé comme pensionnaire de l'académie à l'étranger. Il se forme à Paris auprès de Jean II Restout et ensuite auprès de Joseph-Marie Vien (où il bénéficie de la protection du prince Dmitri Galitzine). Lossenko peint le thème imposé Le Sacrifice d'Isaac pour lequel il reçoit une grande médaille d'or de l'Académie royale de peinture et de sculpture. Ensuite Lossenko s'installe à Rome comme boursier de l'Académie française.
Il rentre en Russie en 1770 où il peint Vladimir et Rogneda (1770), de facture plutôt naïve et mélodramatique, pour concourir à l'académie. Le thème imposé est : « Vladimir, s'étant établi en possession de Novgorod, mande au prince de Polotsk, Rogovld, de lui donner sa fille Rogneda en mariage; après le fier refus de Rogneda, Vladimir irrité déplace toutes ses forces, s'empare de la capitale de Polotsk par la force, privant Rogovold et ses deux fils de la vie,  et emmenant l'objet précieux de son désir - Rogneda - en captivité. » Lossenko obtient par ce tableau le titre d'académicien et la fonction de professeur-assistant, puis de professeur. En 1772, il est nommé directeur de l'académie avec Nicolas-François Gillet.
Il a peint peu de portraits, mais ils diffèrent par leur expressivité et leur adhésion claire aux principes du classicisme.
Il meurt d'hydropisie en 1773, laissant une toile non terminée L'Adieu d'Hector à Adromaque commandée par l'impératrice Catherine II. Il est enterré au cimetière de l'église de l'Annonciation de l'île Vassilievski à Saint-Pétersbourg.
Parmi les disciples de Lossenko, l'on peut distinguer les peintres Ivan Akimov, Piotr Sokolov et Grigori Ougrioumov, le sculpteur Mikhaïl Kozlovski et le graveur Gavriil Skorodoumov.

## Quelques œuvres
- Tobie et l'ange (1759);

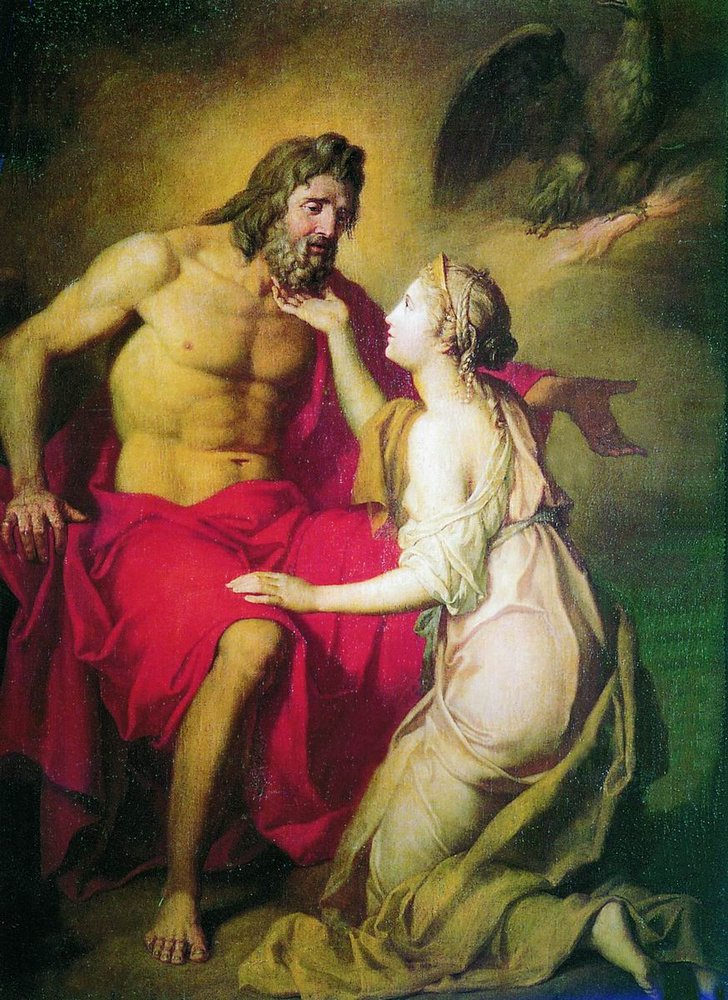
Zeus et Thétis.

- Portrait du comte Chouvalov (1760);
- La Pêche miraculeuse (1762);
- Portrait de l'écrivain Soumarokov (1760);
- Portrait de l'acteur Fiodor Volkov (1763);
- La Mort d'Adonis (1764)
- Le Sacrifice d'Isaac (1765);
- Caïn et Abel» (1768);
- Zeus et Thétis (1769);
- Saint André Apôtre (1769);
- Vladimir et Rogneda (1770);
- L'Adieu d'Hector à Andromaque (1773, inachevée).

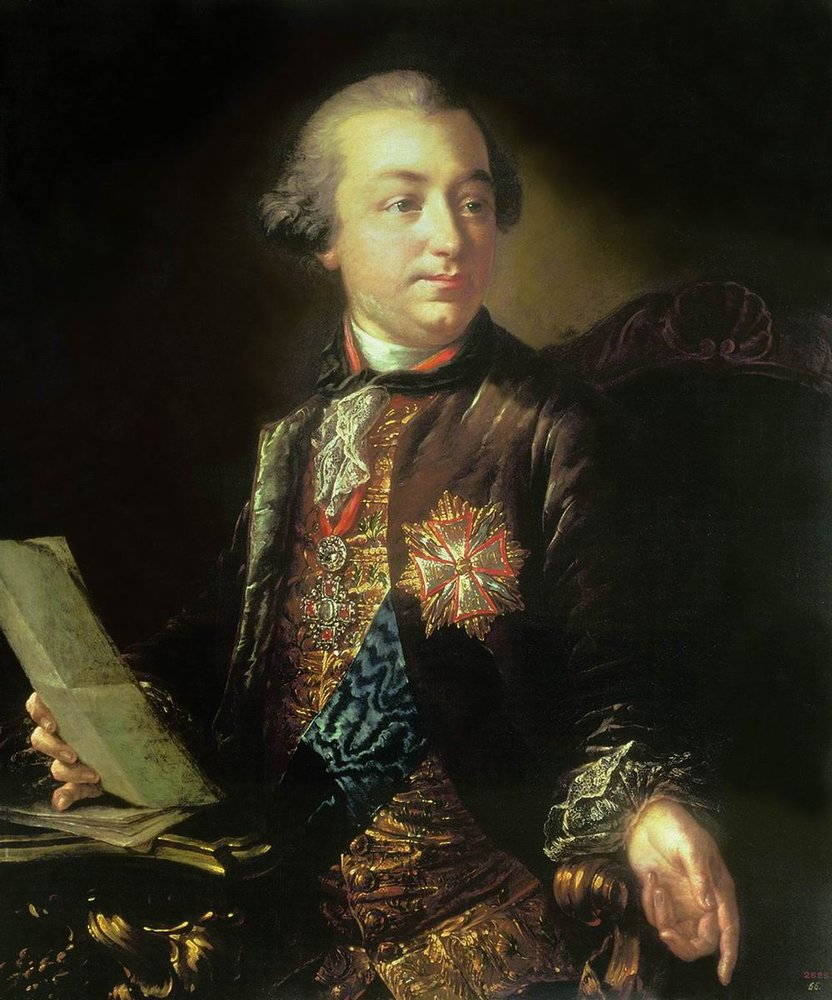
Le Comte Ivan Chouvalov (1760)
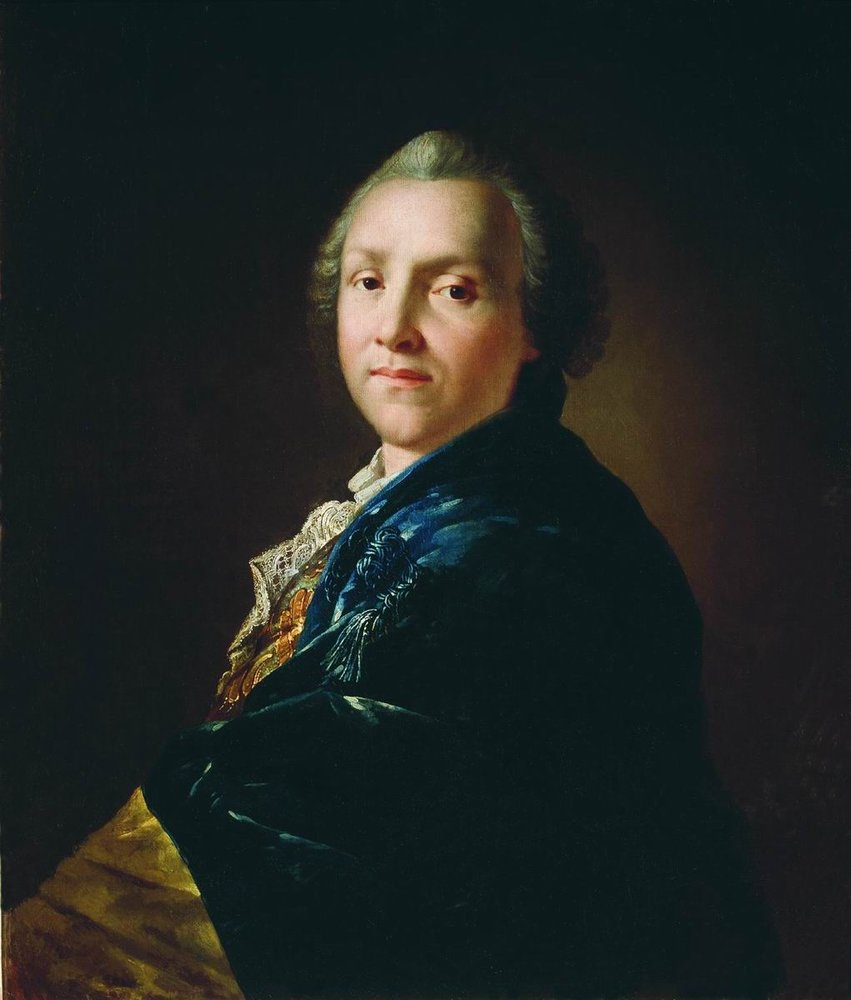
Portrait de l'écrivain Alexandre Soumarokov (1760)
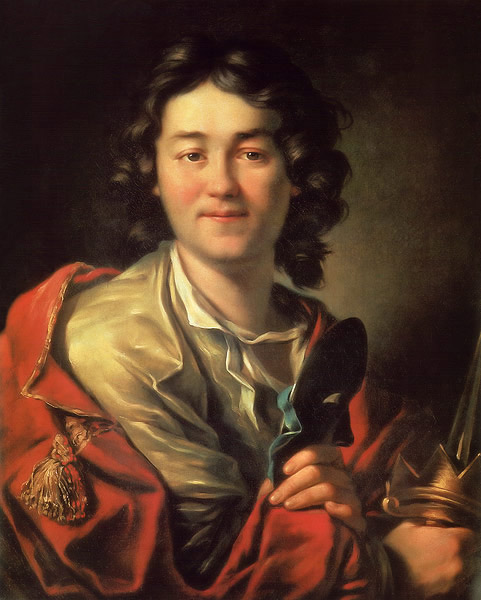
Portrait de l'acteur Fiodor Volkov (1763)
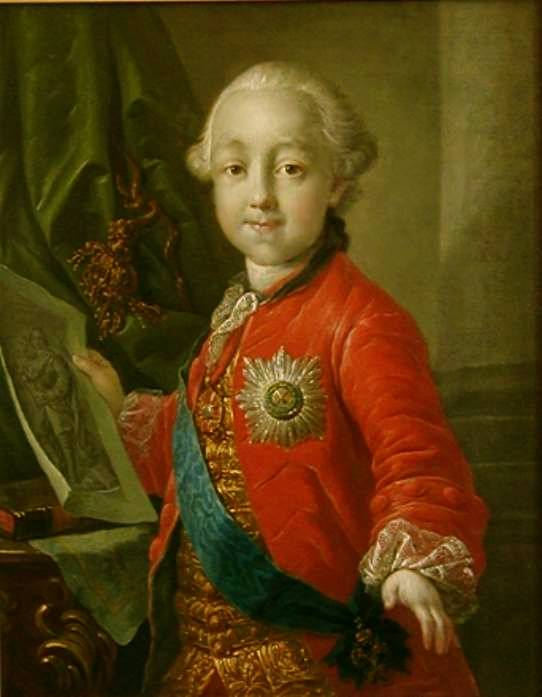
Paul Ier enfant (décennie 1760)

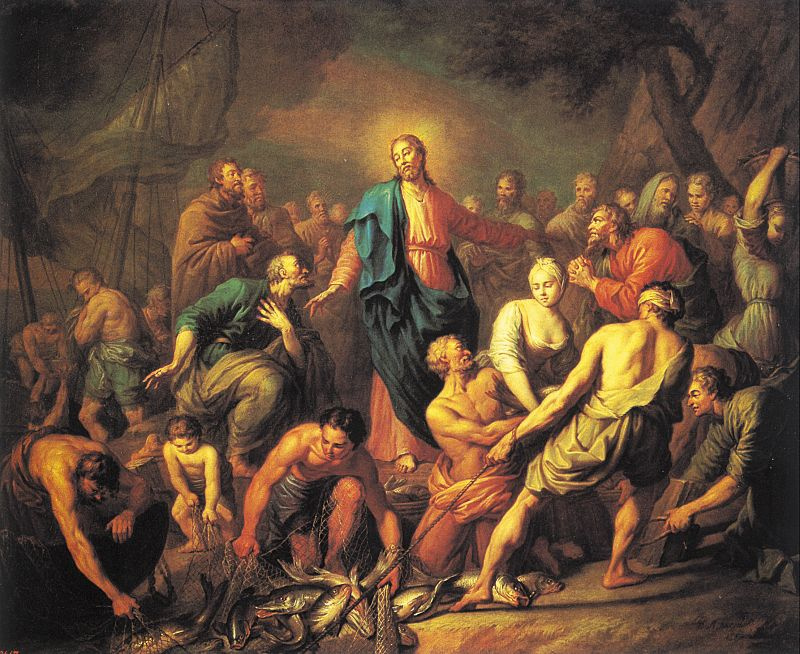
La Pêche miraculeuse (1762)
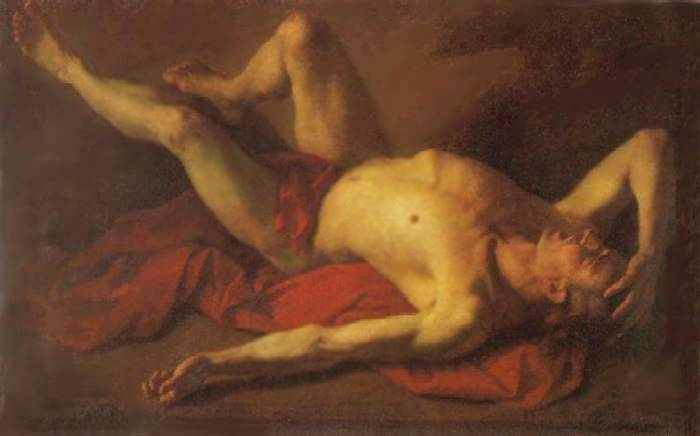
Abel (1768)
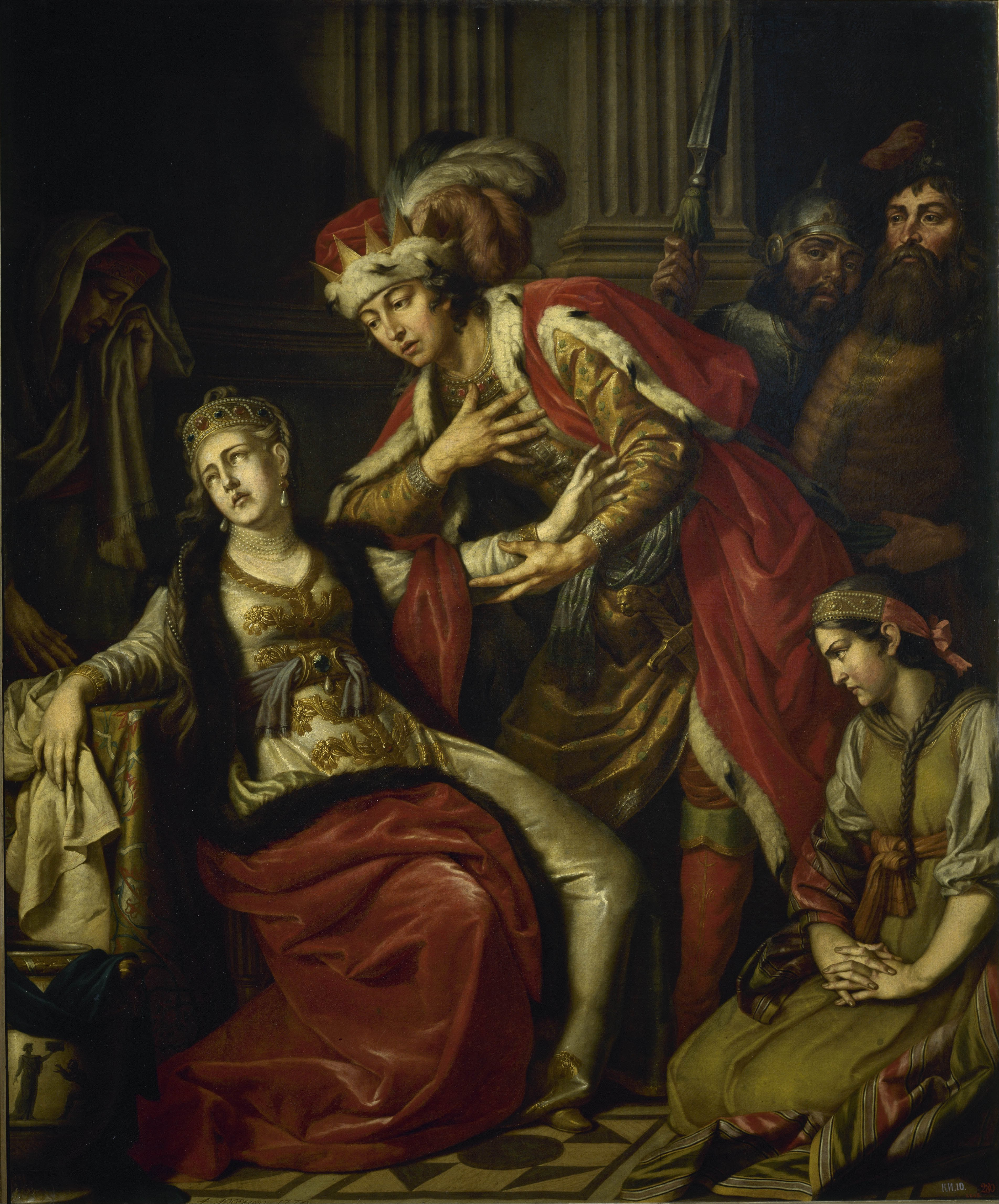
Vladimir et Rogneda (1770)
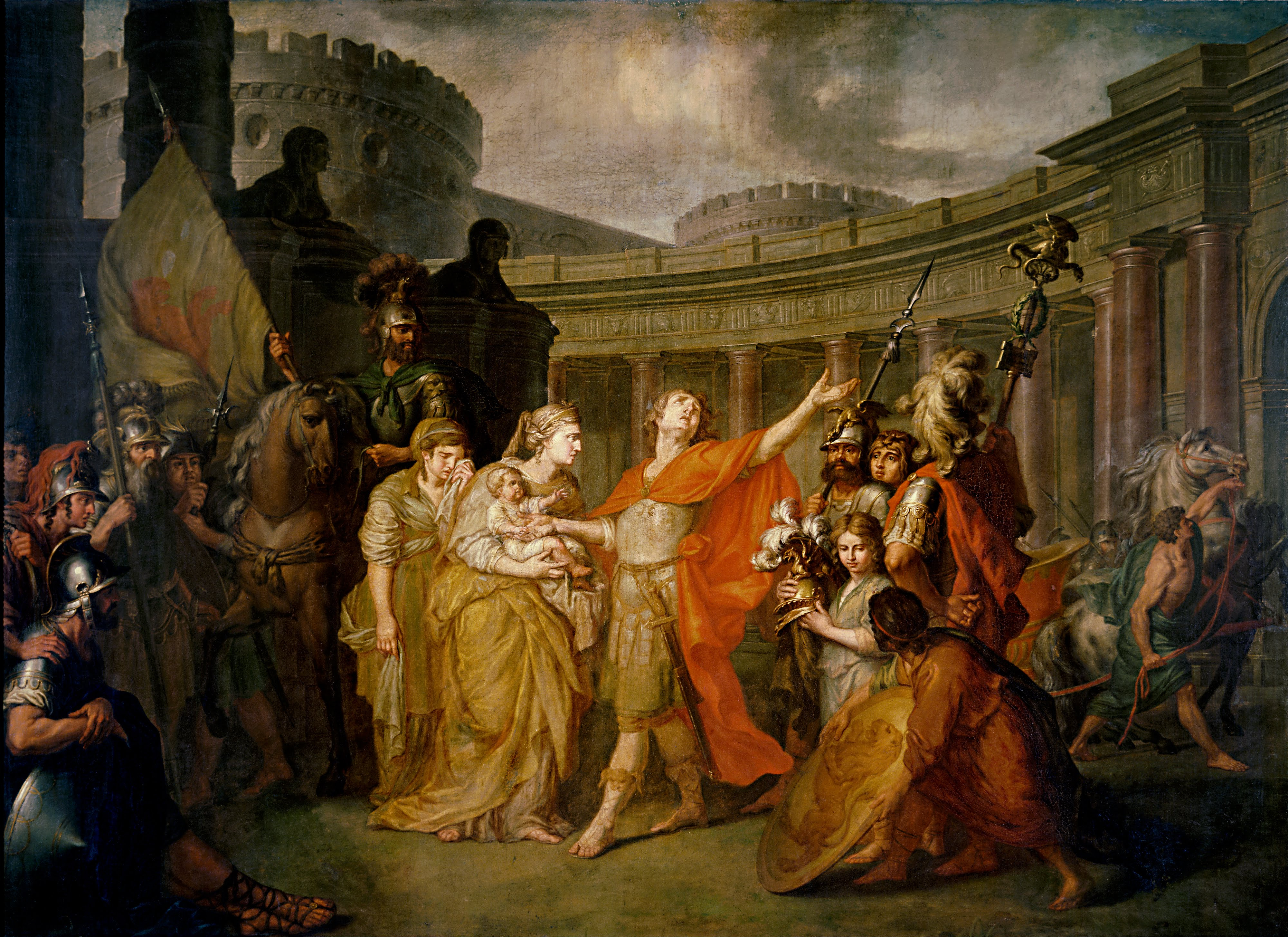
L'Adieu d'Hector et Andromaque (1773)

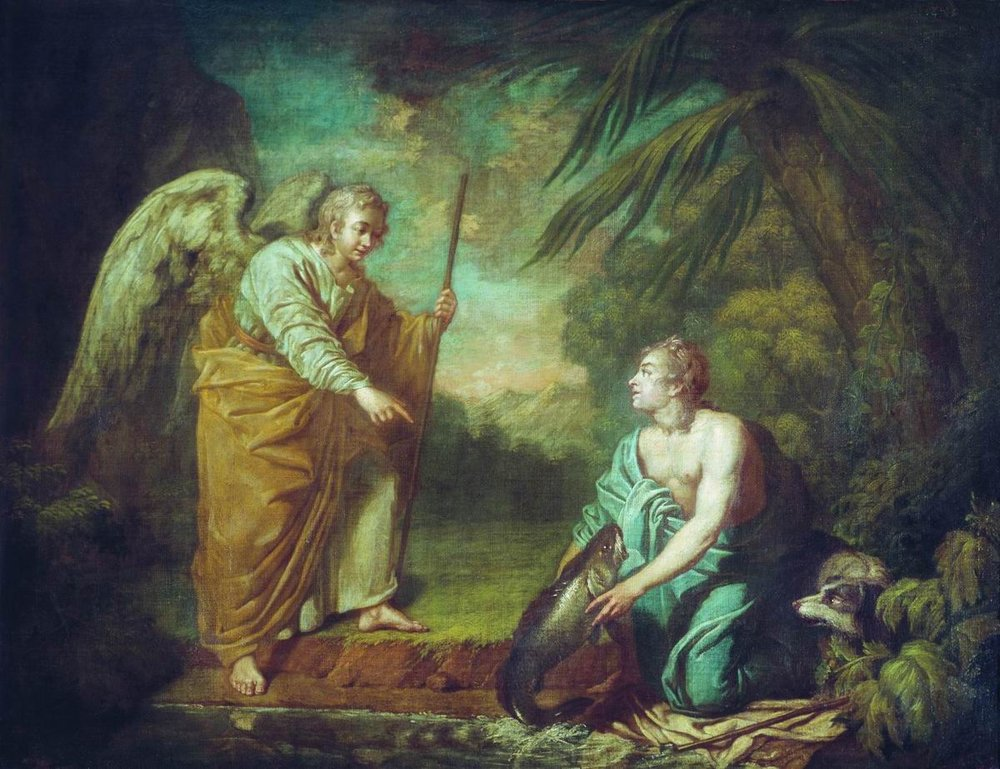
Tobie et l'ange (1759)
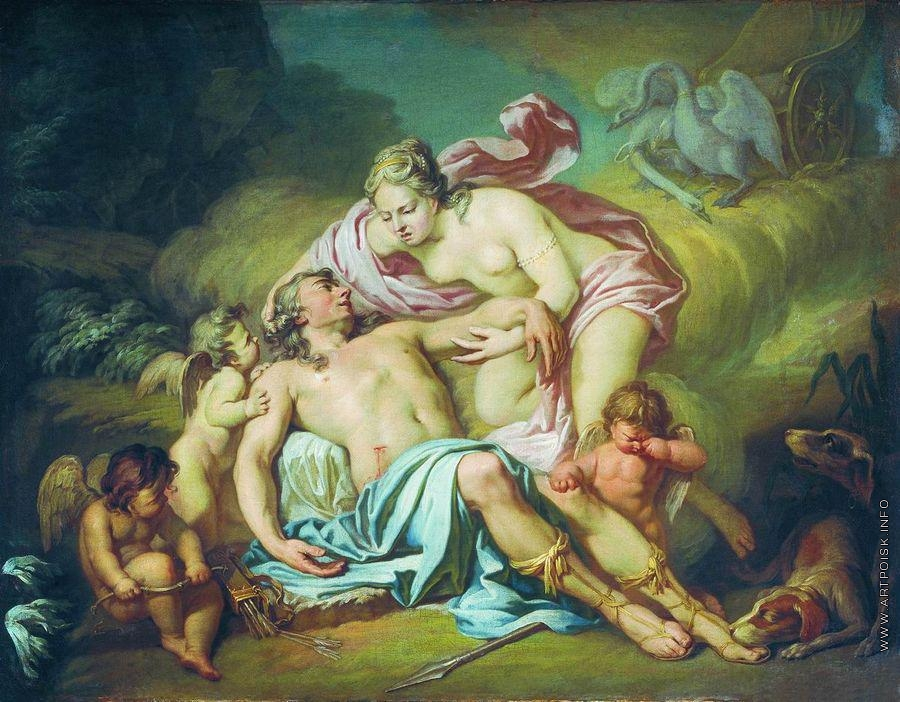
La Mort d'Adonis (1764)
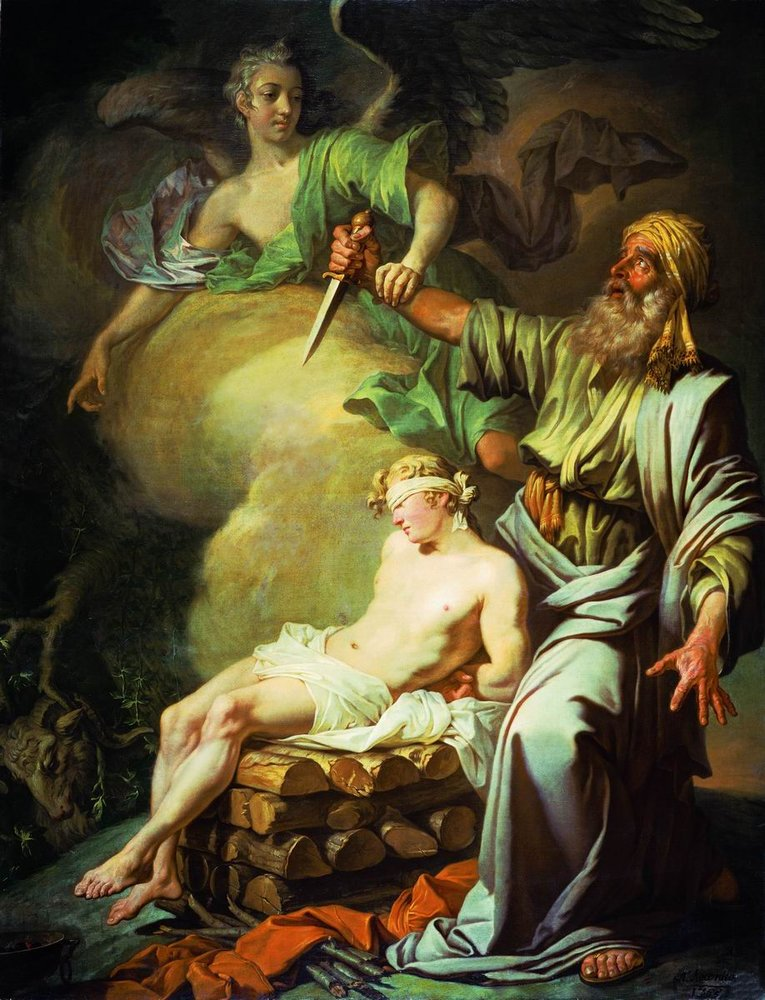
Le Sacrifice d'Isaac (1765)